# FK Ljubic Prnjavor
FK Ljubic Prjnavor (ibland bara FK Ljubic) är en fotbollsklubb i Bosnien Hercegovina i staden Prnjavor. Laget spelar i andra ligan i Bosnien Hercegovina.
Laget grundades år 1946 och brukar kallas "de blåa".
Lagets stadium heter Borik och kan ta emot ca 5000 åskådare. Men man planerar att bygga en ny stadium inom den närmaste framtiden.
Laget var mycket nära att gå upp till Bosniens högsta liga Premier Liga när man kom tvåa i serien säsong 06/07.